# 지방도 제919호선
지방도 제919호선은 경상북도 청도군 매전면 매전교삼거리와 영천시 신녕면 치산리 자주고개를 잇는 경상북도의 지방도이다.
경산 나들목을 통해 경부고속도로를, 청통와촌 나들목을 통해 새만금포항고속도로를 이용할 수 있다.
2023년 7월 군위군 지역이 대구광역시 지역으로 편입되면서 2024년 1월에 노선 개정을 통해 군위군 지역이 지방도 지정에서 해제되었다.

## 연혁
- 2000년 8월 14일 : 용성우회도로 (경산시 용성면 미산리 ~ 곡신리) 1.08km 구간 개통[1] 및 구 도로 경산시 용성면 미산리 ~ 곡신리 1.3km 구간 폐지[2]
- 2003년 2월 20일 : 경상남도 구간 노선 폐지[3]
- 2003년 2월 20일 : 기점을 청도군 청도읍 유호리에서 매전면 당호리로 16.5km 구간 단축. 이에 따라 '상동 ~ 우보선'에서 '매전 ~ 우보선'이 됨.[4]
- 2004년 9월 10일 : 우보우회도로(군위군 우보면 이화리) 1.41km 구간 개통, 기존 2.1km 구간 폐지[5]
- 2007년 8월 16일 : 효령 ~ 신녕간 도로(군위군 효령면 중구리 ~ 화계리) 5.2km 구간 재포장 개통[6]
- 2007년 12월 27일 : 하양 ~ 와촌 ~ 대구간 도로(경산시 하양읍 대학리 ~ 와촌면 동강리) 2.448km 구간 확장 개통[7]
- 2017년 2월 16일 : 장군 ~ 마시간 도로(군위군 효령면 화계리) 420m 구간 확장 개통, 기존 490m 구간 폐지[8]
- 2017년 12월 28일 : 와촌 ~ 청통간 도로(경산시 와촌면 박사리 ~ 영천시 청통면 계지리) 5.5km 구간 확장 개통, 기존 영천시 청통면 송천리 ~ 계지리 1.47km 구간 폐지[9]
- 2021년 11월 4일 : 부적 ~ 금구간 도로(경산시 압량읍 부적리 ~ 금구리) 1.7km 구간 확장 개통[10]
- 2021년 12월 6일: 경산시 하양읍 금락사거리 ~ 금락교 ~ 하양농협농산물공판장 구간을 지방도에서 지정 해제하고 금락사거리 ~ 하주교 ~ 동서 교차로 ~ 하양농협농산물공판장 구간으로 변경 및 총 연장을 104.1km에서 105.66km로 변경함.[11]
- 2024년 1월 4일 : 종점을 군위군 우보면 이화리에서 영천시 신녕면 치산리로 단축. 이에 따라 노선명이 '매전 ~ 우보선'에서 '매전 ~ 신녕선'으로 변경 및 총 연장을 105.66km에서 77.47km로 변경.[12]

## 주요 경유지
- 청도군
  - 매전면 매전교삼거리 - 매전교 - 당호리 - 남양리
  - 금천면 아음교 - 신지교 - 신지리 (도일고택 - 섬암고택 - 운남고택 - 명중고택) - 금천초등학교 - 금천교 - 금천네거리 - 금천삼거리 - 동곡삼거리 - 방지초등학교 - 방지리
  - 운문면 운문면사무소 - 대천공용여객자동차터미널 - 대천삼거리 - 운문댐 - 운문댐삼거리 - 한내고개
  - 금천면 한내고개 - 소천교 - 소천리

- 경산시
  - 용성면 곡란리 - 희곡지 - 난포고택 - 부제리 - 곡신리 - 미산교 - 고은리 - 일광리
  - 자인면 옥천리 - 적제 - 개고개 - 울옥리 - 자인여자중학교, 경산여자상업고등학교 - 자인네거리 - 경산자인의계정숲 - 서부리 - 경산시농업기술센터 - 자인교
  - 남산면 자인교 - 당리교
  - 압량읍 당리교 - 당리리
  - 동부동 신천동 - 대구한의대입구 - 남성초등학교 - 경산교육지원청 - 사동 - 계양네거리 - 경산중학교 - 경산고등학교 - 경산경찰서
  - 중앙동 시청네거리 - 경산오거리 - 경산시외버스정류장
  - 중방동 중방네거리 - 경산네거리 - 임당역 (임당네거리)
  - 북부동 영대오거리 - 영남대역 (영남대학교) - 대동 - 조영동
  - 압량읍 부적리 - 압량네거리 - 압량교 - 용암리 - 현흥초등학교 - 현흥리
  - 진량읍 경산 나들목 - 선화리 - 진량고등학교 - 진량중학교 - 신상리 - 봉회리 - 봉회삼거리 - 북리 - 부기리 - 대구대삼거리 - 하양교
  - 하양읍 하양교 - 금락지하차도 - 금락네거리 - 하주교 - 동서리 - 동서 교차로 - 하양농협농산물공판장 - 한사리 - 대학리
  - 와촌면 대학 교차로 - 덕촌 교차로 - 와촌면사무소 - 와촌초등학교 - 와촌 교차로 - 동강 교차로

- 영천시
  - 청통면 청통와촌 나들목 - 와촌교 - 송천리 - 원촌리 - 원촌교 - 청통면사무소 - 청통네거리 - 계포리 - 계지교
  - 신녕면 신덕교 - 신덕리 - 신덕삼거리 - 신녕역 - 완전리 - 신녕우체국 - 화산교 - 신녕중학교, 경북식품과학마이스터고등학교 - 매양리 - 왕산교 - 왕산리 - 봉화재 - 부산리 - 부산교 - 치산리 - 자주고개

### 해제 구간
이 구간은 2024년부터 해제되었다.
- 대구광역시
  - 군위군
    - 산성면 자주고개 - 백학리 - 백학교 - 백학삼거리
    - 부계면 창평리 - 동군위IC교차로(동군위나들목) - 부계사거리 - 부계초등학교 - 신화리
    - 효령면 화계리 - 금매교 - 금매리 - 거매리 - 중구리 - 효령정류소 - 효령초등학교 - 효령면사무소 - 효령삼거리 - 불로삼거리 - 병천교 - 간동삼거리 - 성리 - 군위군농업기술센터 - 오천교 - 오천리
    - 우보면 나호리 - 호포삼거리 - 우보교 - 백양교 - 백양삼거리

## 중복 구간
- 청도군 금천면 동곡삼거리 ~ 운문면 운문댐삼거리 : 국도 제20호선과 중복
- 청도군 금천면 동곡삼거리 ~ 운문면 대천삼거리 : 국가지원지방도 제69호선과 중복
- 경산시 동부동 경산오거리 ~ 중방동 경산네거리 : 국도 제25호선과 중복
- 경산시 자인면 서부리 ~ 자인네거리 : 지방도 제925호선과 중복
- 경산시 진량읍 진량고등학교 ~ 하양읍 금락네거리 : 국가지원지방도 제69호선과 중복
- 경산시 와촌면 동강 교차로 ~ 영천시 청통면 청통네거리 : 지방도 제909호선과 중복

## 도로명
- 청도군 매전면 매전교삼거리 ~ 금천면 금천삼거리 : 선암로
- 청도군 금천면 금천삼거리 ~ 동곡삼거리 :금천로
- 청도군 금천면 동곡삼거리 ~ 운문면 운문댐삼거리 : 청려로
- 청도군 운문면 운문댐삼거리 ~ 경산시 용성면 미산교 서단 : 운용로
- 경산시 용성면 미산교 서단 ~ 동부동 경산오거리 : 원효로
- 경산시 동부동 경산오거리 ~ 중방동 경산네거리 : 경안로
- 경산시 중방동 경산네거리 ~ 하양읍 금락사거리 : 대학로
- 경산시 하양읍 금락사거리 ~ 동서 교차로 : 대경로
- 경산시 하양읍 동서 교차로 ~ 하양농협농산물공판장 : 한사들길
- 경산시 하양읍 하양농협농산물공판장 ~ 영천시 신녕면 신덕삼거리 : 금송로
- 영천시 신녕면 신덕삼거리 ~ 신녕우체국 : 장수로
- 영천시 신녕면 신녕우체국 ~ 자주고개 : 치산효령로